# Трубеж (река, впадает в Плещеево озеро)
Тру́беж — река в Переславском районе Ярославской области России, впадает в Плещеево озеро. Является основным притоком озера.

## Географические сведения

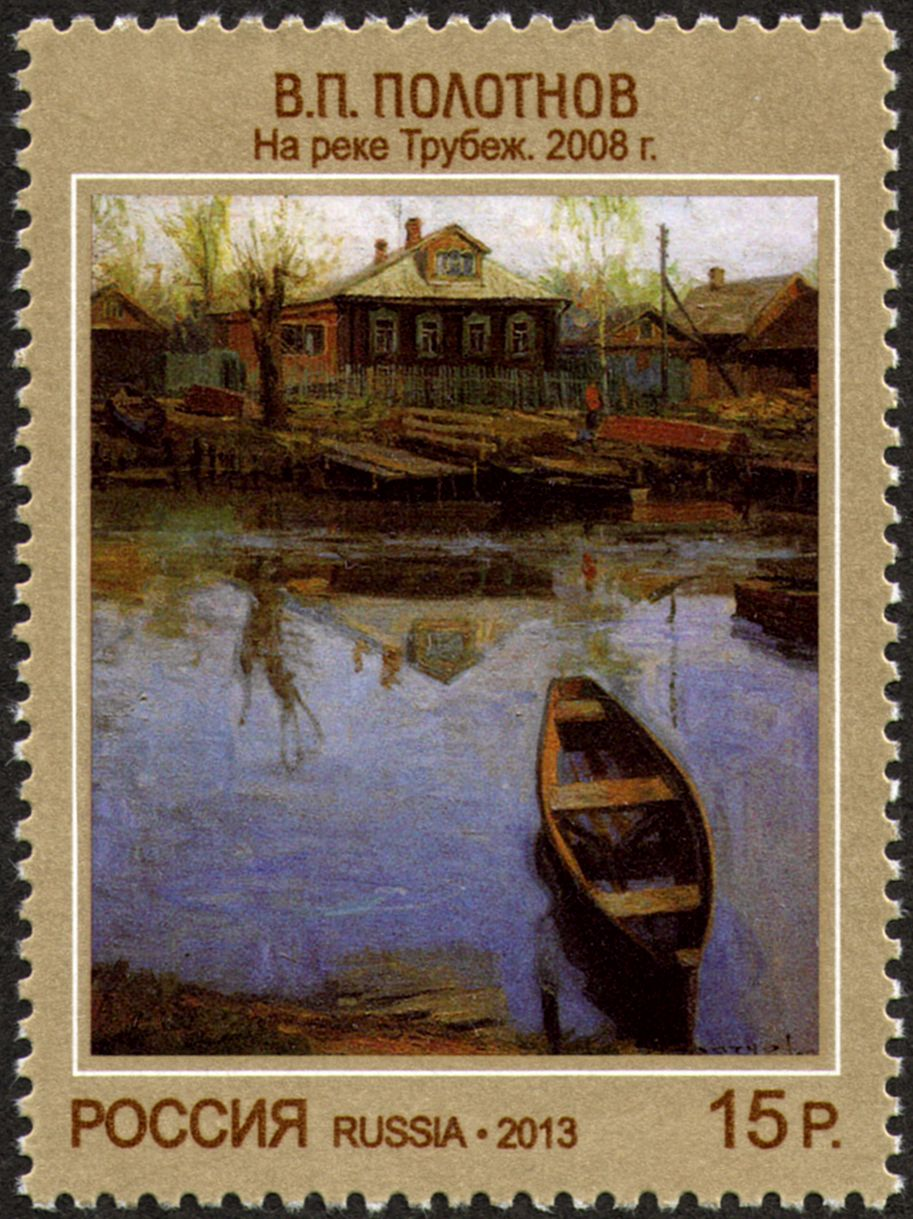
В. П. Полотнов. На реке Трубеж. 2008 г. Серия: «Современное искусство России». Марка России, 2013.

Исток Трубежа находится в Берендеевом болоте (водораздел бассейнов рек Оки и Верхней Волги). Трубеж образуется от слияния двух ручьёв — Трубежницы, берущей начало из родников близ старинного села Петровского, и Чернавки, берущей начало из Берендеева болота. Длина реки составляет 36 км, водосборная площадь — 245 км², что составляет почти 58 % водосбора Плещеева озера. Течение реки медленное, в конце лета обратное (от устья вверх).

## История
В 1930—1950-е годы Трубежница и Чернавка представляли собой полноводные реки с высокими берегами, разнообразием и обилием рыб, сосновыми лесами. Осушение болот и заболоченных территорий привело к понижению уровня грунтовых вод и перераспределению объёмов воды. Поэтому полноводная когда-то река Трубеж превратилась в «ручей», так как подземное питание Трубежа и всех остальных притоков озера сократилось.

## Современное состояние
Дно покрыто толстым слоем городских и фабричных отходов. Русло замусорено упавшими деревьями и затонувшими лодками. По состоянию на ноябрь 2009 года река расчищена от ила и мусора в пределах города до устья.
В устье реки Трубеж находится Рыбная слобода, один из районов города Переславль-Залесского.
По берегу реки Трубеж проходит водоохранная зона шириной 100 метров, где строго ограничена хозяйственная деятельность. Здесь запрещено складирование мусора, стоянка, мойка и ремонт автомобилей.